# Winsome Fanny Barker
Pour les articles homonymes, voir Barker.
Winsome Fanny Barker (23 septembre 1907-27 décembre 1994) est une botaniste sud-africaine et une collectionneuse de plantes réputée pour son travail en tant que conservatrice avec la construction de la collection à l'herbier du Jardin botanique national de Kirstenbosch, ainsi que pour ses recherches sur les amaryllidacées, les liliacées et les hémodoracées,.

## Biographie
Barker est née à Jamestown (Cap-Oriental), de Joseph Barker (de Seaham, comté de Durham) et de son épouse Beatrice (née Cusens). La famille a déménagé à East London où elle s'est inscrite au East London Girls High School. Barker a ensuite complété un BSc en botanique et zoologie au Rhodes University College en 1928. L'Académie sud-africaine des sciences et des arts lui a décerné les médailles Junior Captain Scott dans les deux matières, car elle avait atteint les meilleures notes de sa classe. Une bourse pour compléter une maîtrise en botanique lui est proposée, mais elle a refusé en faveur de la bourse Edward Muspratt Solly offerte par le jardin botanique national de Kirstenbosch, à partir de 1929. 

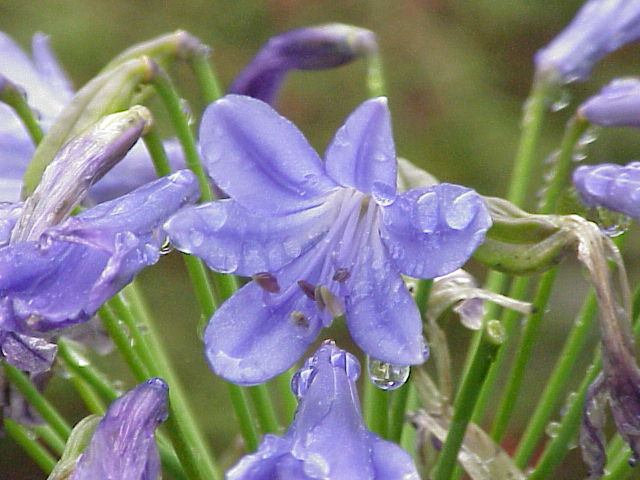
Agapanthus africanus.

Au cours des deux années de sa bourse, Barker a été supervisée par Harriet Margaret Louisa Bolus dans ses études, y compris la taxonomie, l'entretien des herbiers et le travail sur le terrain. Elle a passé de février 1931 à juillet 1933 aux Jardins botaniques royaux de Kew pour élargir son expérience en herbier. Elle est retournée à Kirstenbosch en 1933 et a été nommée assistante botanique du directeur travaillant à l'Herbier Bolus, jusqu'à ce qu'il soit convenu de la relocaliser à l'université du Cap en 1934 (la relocalisation n'a eu lieu qu'en 1938). En 1935, Barker a commencé à accumuler des spécimens pour un herbier indépendant pour Kirstenbosch, bien que les administrateurs des jardins botaniques nationaux n'aient officiellement décidé de créer l'herbier que quatre ans plus tard, en 1939, après le déplacement de l'herbier Bolus. Le premier budget annuel de l'herbier était de 350 £ pour les salaires et l'équipement. Barker a été nommée à la tête de l'herbier en 1940. Au moment où elle a pris sa retraite, l'herbier contenait plus de 110 000 fiches de spécimens, qu'elle avait personnellement examinées une à une.  
En 1956, l'herbier du Iziko South African Museum (en), contenant 100 000 feuilles de spécimens, a été transféré à Kirstenbosch en prêt permanent. Ce faisant, la conservatrice de l'herbier de Museum, le Dr Joyce Lewis et son assistante ont également été transférés à Kirstenbosch. Pour les accueillir, Lewis a été nommée attachée de recherche tandis que Barker a été nommée conservatrice, poste qu'elle a occupé jusqu'à sa retraite en 1972,.   
Barker était également une illustratrice botanique accomplie. Trente-cinq de ses illustrations ont été publiées dans Flowering Plants of South Africa (en) entre 1930 et 1938, et la Royal Horticultural Society de Londres avait un ensemble de ses images aquarelle d' Agapanthus. L'herbier Compton de Kirstenbosch contenait 107 images couleur de Lachenalia peintes par Barker entre 1930 et 1950.  
Barker a également participé à la formation des boursiers Edward Muspratt Solly.

## Éponymes
Barker est commémorée dans le nom de plusieurs plantes sud-africaines, dont Leucadendron barkerae I. Williams, Haemanthus barkerae (en) Snijman, Lachenalia barkeriana U. Mull. -Doblies, et Romulea barkerae MP de Vos.  Elle a décrit au moins 50 espèces.  
Acrostemon barkerae Compton, Conophytum barkerae L. Bolus et Othonna barkerae (en) Compton sont nommés en son honneur.  